# TOM1
TOM1‏ (Target of myb1 membrane trafficking protein) هوَ بروتين يُشَفر بواسطة جين TOM1 في الإنسان.